# Grigórisz Várfisz
Grigórisz Várfisz, (görögül: Γρηγόρης Βάρφης (Athén, 1927. január 2. – Athén, 2017. szeptember 10.) görög politikus.

## Életútja
1983 második felében az Európai Unió Tanácsának az elnöke volt. 1984. július 24. és 1985. január 5. között az Európai Parlament tagja volt a Pánhellén Szocialista Mozgalom képviseletében. 1985 és 1989 között az Európai Bizottság tagja volt Jacques Delors első elnöksége idején.
1985-ben a regionális politikáért, 1986 és 1989 között a fogyasztóvédelemért felelős tag volt a bizottságban.